# Сан-Паулу (штат)
Сан-Паулу (порт. São Paulo) — штат Бразилії, розташований у Південно-східному регіоні. Це найбільший за населенням та найбільш економічно розвинений штат країни.

## Географія
Штат розташований на Південному Сході Бразилії і межує на півночі з штатом Мінас-Жерайс, на сході — з Ріо-де-Жанейро, на півдні — з Параною, на заході — з Мату-Гросу-ду-Сул. На південному-сході штат має вихід до Атлантичного океану, найважливіший порт — місто Сантус. Вища точка — гора Жарагуа (1135 м).

## Адміністративно-територіальний поділ
Паулінія — місто й муніципалітет у Північно-східному мезорегіоні штату.

## Населення

Італійські іммігранти в Сан-Паулу.

Населення штату в 2022 році склало 44 411 238 чоловік, особливо значно воно зросло за останні 100 років.
Початок формування сучасного населення поклали португальські колоністи в XVI столітті. Однак незабаром, як і в сусідньому Ріо-де-Жанейро, більшість з них змішалася з індіанськими та африканськими елементами, за винятком невеликого прошарку плантаторів-рабовласників. Чорношкіре португаломовне населення переважало в штаті аж до середини XIX століття, коли знову почався масовий приплив португальців, а також інших європейців.
Першими непортугальцями, що прибули в штат стали групи німецьких колоністів. В кінці XIX початку XX століття штат захлиснули хвилі італійської, іспанської та португальської імміграції, прибули значні групи поляків, німців, бельгійців. До середини 20 століття більше 4/5 населення мали європейське походження.
Поліпшення становища в Європі призвело до скорочення європейської імміграції та посилення внутрішніх міграційних процесів: в штат в пошуках кращої долі потягнулися вихідці з півночі Бразилії — в основному зубожілі через розорення плантацій мулати і негри. Масова стихійна міграція привела до збільшення криміногенної обстановки в густонаселеному штаті.
В сучасному Сан-Паулу, хоча більшість населення зараховує себе до білих (70 %), більшість має ту чи іншу домішку африканської або індіанської крові, 23 % — метиси і мулати, 5 % — негри і 1 % — азіати. Основною і практично єдиною мовою спілкування в штаті є португальська.

## Економіка
Штат виробляє близько третини бразильського ВНП — це близько 255 мільярдів доларів США. Провідними галузями в економіці штату є машино-, автомобіле-, авіабудування, сервісна та фінансова діяльність, торгівля, текстильна промисловість, харчова промисловість (виробництво цитрусових, цукру, кави).

## Спорт
Провідну роль відіграє футбол. У столиці штату розташовані 3 з 4 найсильніших клубів штату, які вважаються традиційними бразильськими футбольними клубами — «Сан-Паулу» (виховав, наприклад, Фріденрайха, Кафу, Рожеріо Сені), «Палмейрас» (Вава, Маркос) і «Корінтіанс» (Рівеліно, Сократес). Четвертий футбольний гранд представляє портове місто — «Сантос» (Пеле, Карлос Альберто Торрес, Робіньо, а також — Неймар).